# Ám ảnh xanh
Ám ảnh xanh là một bộ phim truyền hình được thực hiện bởi Hãng phim truyện Việt Nam do Châu Huế đạo diễn. Tác phẩm là phần phim tiếp theo từ bộ phim dài 10 tập trước đó Ba lần và một lần của đạo diễn Trần Vịnh, đều dựa trên những vở kịch cùng tên của tác giả Chu Lai. Phim phát sóng lần đầu trên kênh VTV1 vào năm 2010.

## Nội dung
Sơ lược và tiếp tục câu chuyện trong bộ phim Ba lần và một lần, lấy bối cảnh những năm 1995 (20 năm kể từ ngày thống nhất đất nước), phim xoay quanh cuộc sống của ba nhân vật chính, những cựu chiến binh từng là đồng đội nhưng mang lý tưởng và cách hành xử riêng.
Sau chiến tranh, Năm Thành với sự mưu mẹo và các mối quan hệ đã vươn lên trở thành giám đốc công ty liên doanh, cũng là một trùm xã hội đen tàn nhẫn. Trong khi đó, Sáu Nguyện trở về với cuộc sống lặng lẽ nơi rừng núi với những vết thương và ký ức đau buồn của cuộc chiến. Út Thêm, từng là cấp dưới của Sáu Nguyện, nay đã trở thành Thiếu tá công an.
Trong suốt 20 năm, Sáu Nguyện chưa quên chuyện Năm Thành từng có ý đồ đào ngũ và đã cướp mất người phụ nữ ông yêu. Mâu thuẫn giữa hai người đàn ông ngày càng lớn khi việc làm ăn Năm Thành ảnh hưởng đến cuộc sống của Sáu Nguyện cũng như không ít cựu chiến binh khác. Sáu Nguyện miệt mài tìm hiểu, thu thập bằng chứng tố giác các Năm Thành nhưng mọi nỗ lực của ông hầu như đã không không thành công. Bỏ qua sự khuyên nhủ của Út Thêm, Sáu Nguyện quyết định tự tìm đến Năm Thành để giải quyết mọi ân oán. Cuộc đối đầu của thế hệ trước khiến lớp con cháu đứng giữa chịu ảnh hưởng.

## Diễn viên
- Thu Hương trong vai Thiếu tá Út Thêm
- Thái Bảo trong vai Tư Chao
- Quốc Anh trong vai Năm Thành
- Huỳnh Kiến An trong vai Sáu Nguyện
- Tuấn Khang trong vai Cầu
- Thu Hằng trong vai Lan Thanh
- Hồng Sơn
- Thanh Tùng

## Sản xuất và phát sóng
Bộ phim khởi quay vào ngày 10 tháng 9 năm 2009, do chi nhánh Hãng phim Truyện Việt Nam tại Thành phố Hồ Chí Minh thực hiện. Phim được sản xuất theo đơn đặt hàng của Đài Truyền hình Việt Nam. Với kinh phí khoảng 5 hoặc 7 tỷ đồng, phim dự kiến có độ dài 36 tập và ghi hình trong vòng ba tháng. Bối cảnh chính của phim diễn ra tại nhiều địa điểm khác nhau, trải dài từ Sài Gòn, Vũng Tàu, Mũi Né ra Hà Nội.
Bộ phim được phát sóng lần đầu trên kênh VTV1, bắt đầu từ ngày 8 tháng 3 và kết thúc vào ngày 15 tháng 6 năm 2010.

## Đón nhận
Tại thời điểm phát sóng, bộ phim đã không gây được tiếng vang lớn như kỳ vọng. Lý do chủ yếu cho điều này là vì cách xây dựng tình tiết, nhân vật còn thiếu điểm nhấn; tiết tấu phim "quá chậm". Tuy nhiên theo Quốc Anh, diễn viên chính trong phim, việc tác phẩm phải cạnh tranh với loạt phim Mỹ Vượt ngục, phát sóng trên cùng một khung giờ ở kênh VTV3 đã khiến lượng lớn khán giả "bỏ quên Ám ảnh xanh". Ở mặt tích cực, bộ phim được ghi nhận khi đã động chạm đến vấn đề tham nhũng, liên hệ tới các vụ án có thực.